# Hans-Joachim Grote

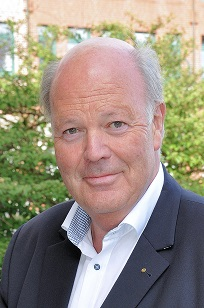
Hans-Joachim Grote (2017)

Hans-Joachim Grote (* 30. April 1955 in Paderborn) ist ein deutscher Politiker (CDU). Er war von 1998 bis 2017 Bürgermeister bzw. Oberbürgermeister von Norderstedt und vom 28. Juni 2017 bis zum 28. April 2020 Minister für Inneres, ländliche Räume und Integration des Landes Schleswig-Holstein (Kabinett Günther).

## Leben
Hans-Joachim Grote legte 1975 am Reismann-Gymnasium Paderborn sein Abitur ab. Danach erfolgte bis 1978 die Ausbildung für den gehobenen nichttechnischen Dienst in der Stadtverwaltung Paderborn und ein Studium an der Fachhochschule für öffentliche Verwaltung Nordrhein-Westfalen in Soest mit Abschluss als Diplom-Verwaltungswirt.
Grote ist seit 1976 Mitglied der CDU.
Er war von 1978 bis 1995 in Paderborn als Abteilungsleiter und Amtsleiter im gehobenen und höheren Verwaltungsdienst tätig sowie als Geschäftsführer in verschiedenen kommunalen Gesellschaften der Stadt. So war er u. a. Geschäftsführer der Landesgartenschau 1994 in Paderborn und Leiter des Amtes für Öffentlichkeitsarbeit und Stadtmarketing.
Im Oktober 1995 wechselte Grote als Baudezernent und Erster Stadtrat nach Norderstedt in Schleswig-Holstein, wo er im Dezember 1998 zum Bürgermeister gewählt wurde. Nach der Wiederwahl 2004 wurde er 2005 mit Norderstedts neuem Status einer Großen kreisangehörigen Stadt zu deren Oberbürgermeister. Grote gehörte zahlreichen kommunalen Spitzenverbänden und Aufsichtsgremien kommunaler Unternehmen an. Nach der Landtagswahl in Schleswig-Holstein 2017 wurde er am 28. Juni 2017 zum Minister für Inneres, ländliche Räume und Integration in das CDU-geführte Kabinett Günther berufen. Damit endete zugleich seine Amtszeit als Oberbürgermeister von Norderstedt.
Grote war 2018 und 2019 Vorsitzender der Bauministerkonferenz und 2019 Vorsitzender der Innenministerkonferenz, der Ständigen Konferenz der Innenminister und -senatoren der Länder. Vom 5. Februar 2020 bis zum 5. März 2020 hatte er kommissarisch den Vorsitz der Innenministerkonferenz inne, da das vorsitzende Bundesland, der Freistaat Thüringen zu diesem Zeitpunkt keinen Innenminister hatte (siehe Regierungskrise in Thüringen 2020).
Am 28. April 2020 trat Grote mit sofortiger Wirkung zurück, um nach eigener Angabe möglichen politischen Schaden abzuwenden. Grund dafür sei der Schriftwechsel zwischen ihm und einem Journalisten, der im Zuge eines staatsanwaltschaftlichen Ermittlungsverfahrens gegen einen Beamten der Landespolizei dem Ministerpräsidenten übermittelt worden war.
Hans-Joachim Grote ist verheiratet und Vater von zwei Kindern.

## Ehrenämter
2000–2017 Präsidiumsmitglied Deutscher Städte- und Gemeindebund, 2003–2017 Vorsitzender Städtebund Schleswig-Holstein/Städteverband Schleswig-Holstein, 2012–2017 Vizepräsident Deutsche Sektion Rat der Gemeinden und Regionen Europas, 2015–2017 1. Vizepräsident Deutscher Städte- und Gemeindebund, 2015–2017 Präsident Deutscher Bibliotheksverband